# Osbornellus hamatus
Osbornellus hamatus är en insektsart som beskrevs av Delong och Martinson 1976. Osbornellus hamatus ingår i släktet Osbornellus och familjen dvärgstritar. Inga underarter finns listade i Catalogue of Life.